# الكميت بن معروف الأسدي
أبو أيوب الكُمَيت بن معروف بن الكميت الأكبر بن ثعلبة بن نوفل الأسدي ويعرف بالكميت الأوسط تمييزاً له عن الكميت الأكبر بن ثعلبة الأسدي والكميت الأصغر بن زيدٍ الأسدي، وكان الكميت بن معروف شاعراً مخضرماً أدرك الجاهلية والإسلام وجعله ابن سلام الجمحي في الطبقة العاشرة من طبقات شعراء الجاهلية وقال: «الكُمَيت بن معروف شاعر وجده الكُمَيت بن ثعلبة شاعر وكميت بن زيد الأخر شاعر والكميت بن معروف الأوسط أشعرهم قريحة والكميت بن زيد اكثرهم شعراً».

## نسبه
هو الكُمَيت بن معروف بن الكُمَيت الأكبر بن ثعلبة بن نوفل بن نضلة بن الأشتر بن جحوان بن فقعس بن طريف بن عمرو بن قعين بن الحارث بن ثعلبة بن دودان بن أسد بن خزيمة الفقعسي الأسدي ويُكَنى بأبي أيوب.

## من شعره
قال الكميت بن معروف الأسدي: